# São João do Sabugi
São João do Sabugi es un municipio en el estado de Rio Grande do Norte (Brasil), localizado en la región del Seridó. De acuerdo con el censo realizado por el IBGE (Instituto Brasileño de Geografía y Estadística) en el año 2010, su población era de 5 914 habitantes. Área territorial de 286 km².